# Fly Project
Fly Project — румунський музичний дует. Заснований 2005 року Тудором Іонеску та Даном Денесом.

## Дискографія

### Альбоми
- 2005 — Fly Project
- 2007 — K-Tinne

### Сингли
- 2008 — Brasil (feat. Anca Parghel e Tom Boxer)
- 2008 — Alegria
- 2009 — Unisex
- 2010 — Mandala
- 2011 — Goodbye
- 2012 — Musica
- 2012 — Back In My Life
- 2013 — Musica (Bsharry Remix)
- 2013 — Toca Toca